# Байдаков, Бахитжан Байдакович
Бахитжа́н Байдако́в (1898 год Темирский уезд, Уральская губерния, Российская империя — февраль 1938 года) — советский партийный и государственный деятель, председатель Кустанайского облисполкома (1936—1937). Входил в состав особой тройки НКВД СССР.

## Биография
Член ВКП(б) с 1926 г.
В 1918 г. окончил Актюбинскую учительскую семинарию, в 1928 г. — Курсы уездных партийных работников при ЦК ВКП(б).
- 1918—1921 гг. — аульный учитель, учитель школы,
- 1921—1922 гг. — заведующий политическим отделом районной заготовительной конторы,
- 1923—1925 гг. — заведующий Темирским уездным отделом труда, страховой кассой (Актюбинская губерния),
- 1925—1926 гг. — заведующий политическим отделом Казкрайсоюза,
- 1926—1927 гг. — заведующий Актюбинским губернским отделом политического просвещения,
- 1928 г. — ответственный секретарь Иргизского районного комитета ВКП(б) (Актюбинский округ),
- 1928—1930 гг. — ответственный секретарь партийной коллегии Актюбинской окружной контрольной комиссии ВКП(б),
- 1930—1931 гг. — заведующий бюро жалоб Народного комиссариата рабоче-крестьянской инспекции Казакской АССР,
- 1931—1932 гг. — ответственный секретарь Жарминского районного комитета ВКП(б) (Казакская АССР),
- 1932—1933 гг. — первый секретарь Уральского районного комитета ВКП(б) (Западно-Казахстанская область),
- 1933—1934 гг. — третий секретарь Западно-Казахстанского областного комитета ВКП(б),
- 1934 г. — начальник отдела оседания и переселения Народного комиссариата земледелия Казакской АССР,
- 1934—1935 гг. — заведующий сельскохозяйственным отделом Южно-Казахстанского областного комитета ВКП(б),
- 1935—1936 гг. — заведующий отделом руководящих партийных органов Южно-Казахстанского областного комитета ВКП(б),
- август — ноябрь 1936 г. — председатель организационного комитета Президиума ЦИК Казакской АССР по Кустанайской области,
- 1936—1937 гг. — председатель исполнительного комитета Кустанайского областного Совета. Этот период отмечен вхождением в состав особой тройки, созданной по приказу НКВД СССР от 30.07.1937 № 00447[1] и активным участием в сталинских репрессиях[2]. Включен в тройку решением Политбюро ЦК ВКП(б) № П51/212 от 11.07.1937 г. и исключен решением № П51/754 от 23.08.1937 г.

## Завершающий этап
Арестован 2 октября 1937 г. УНКВД КазССР по Кустанайской обл. по обвинению в антисоветской агитации и участии в контрреволюционной вредительской и террористической организации. Военной Коллегией Верховного Суда СССР 28 февраля 1938 г. приговорен по статьям 58, п. 10, 58, п. 7, 58, п. 11, 58, п. 8 УК РСФСР к высшей мере наказания (расстрелу). Расстрелян. Реабилитирован определением Военной Коллегии Верховного Суда СССР 31 декабря 1958 г. за отсутствием состава преступления.